# Kostel Všech svatých (Dobromilice)
Kostel Všech svatých je farní kostel, ležící v obci Dobromilice, asi 5 km severozápadně od centra města Němčice nad Hanou v okrese Prostějov. Architektonicky hodnotný barokní objekt je od 3. května 1958 chráněna jako kulturní památka.

## Historie
Na místě současného kostela stával pozdně románský svatostánek, pocházející patrně z poloviny 13. století, jehož pozůstatky byly lokalizovány v prostoru kněžiště a sakristie. V závěru 16. století zahájili tehdejší držitelé dobromilického panství, rytíři Žalkovští ze Žalkovic, nákladnou renesanční přestavbu kostela, která byla dokončena roku 1592, což dokládá pamětní nápis osazený do zdiva sakristie. Kostel začal zároveň sloužit jako rodová hrobka, v níž byla pohřbena Marta Žalkovská ze Žalkovic († 1564), dále její manžel Matyáš Žalkovský ze Žalkovic († 1590), syn Jan Žalkovský ze Žalkovic († po roce 1614) a jeho choť Anežka Bítovská ze Slavíkovic († 1609). Roku 1614 odprodali Žalkovští Dobromilice Jiřímu Flodtovi z Bokštejna, který se však zapojil do stavovského povstání a statek mu byl po roce 1620 zkonfiskován. O dva roky později zasáhl dobromilický kostel požár, po němž byla ves přifařena k blízkým Otaslavicím a kostel přestal být využíván.
Duchovní správa byla v Dobromilicích obnovena až roku 1669, kdy byl místním farářem jmenován Kristián František Chyla. Chrám měl tehdy disponovat pouze jediným oltářem a dvěma zvony. Na počátku 18. století se podařilo kostelní inventář obohatit o novou monstranci (1702) a kalich (1710). Na epištolní straně kostelní lodi byla zřízena krypta rodu Stommů, majitelů sousedního panství Doloplazy. Další velkou přestavbu iniciovali až Kořenští z Terešova, jimž Dobromilice patřily od roku 1737. Stavební úpravy byly dokončeny roku 1762 za Františka hraběte Kořenského z Terešova a podílel se na nich zřejmě stejný architekt, který projektoval sálovou přístavbu dobromilického zámku. Zcela nově byl zařízen kostelní interiér, do nějž dal hrabě Kořenský pořídit monumentální oltář s obrazem Všech svatých od malíře Františka Antonína Sebastiniho. Došlo také k úpravě renesanční kazatelny a zhotovení bočního oltáře, zasvěceného Spasitelovu ukřižování. Na Kořenské pak navázala Marie Anna von Reichenau, provdaná hraběnka Clam-Martinic, která nechala zbudovat kostelní věž se zvonicí a hodinovým ciferníkem, dostavěnou v roce 1817.
Roku 1886 farnost zakoupila nové varhany a boční oltáře byly nově zasvěceny sv. Cyrilovi a Metodějovi a sv. Josefovi. Jihovýchodně od kostela vyrostla v 70. letech 19. století historizující pohřební kaple a krypta hraběcího rodu Bukůvků z Bukůvky. Během první světové války bylo pro vojenské účely zrekvírováno pět zvonů a za druhé světové války dva zvony. Konflikty přečkal pouze zvon, zvaný Ježíš, který byl ulit v roce 1623 a váží 120 kg. Další dva nové zvony se pro kostel zakoupily až roku 1967. Na sklonku druhé světové války bylo okolí kostela výrazně poškozeno leteckou pumou, jež zničila venkovní schodiště a kamenný kříž. Válečné škody zacelila generální oprava, dokončená roku 1947.
K další rekonstrukci se přistoupilo v roce 1992 a na počátku 21. století, kdy kostel obdržel novou střešní krytinu, omítky a okapy.

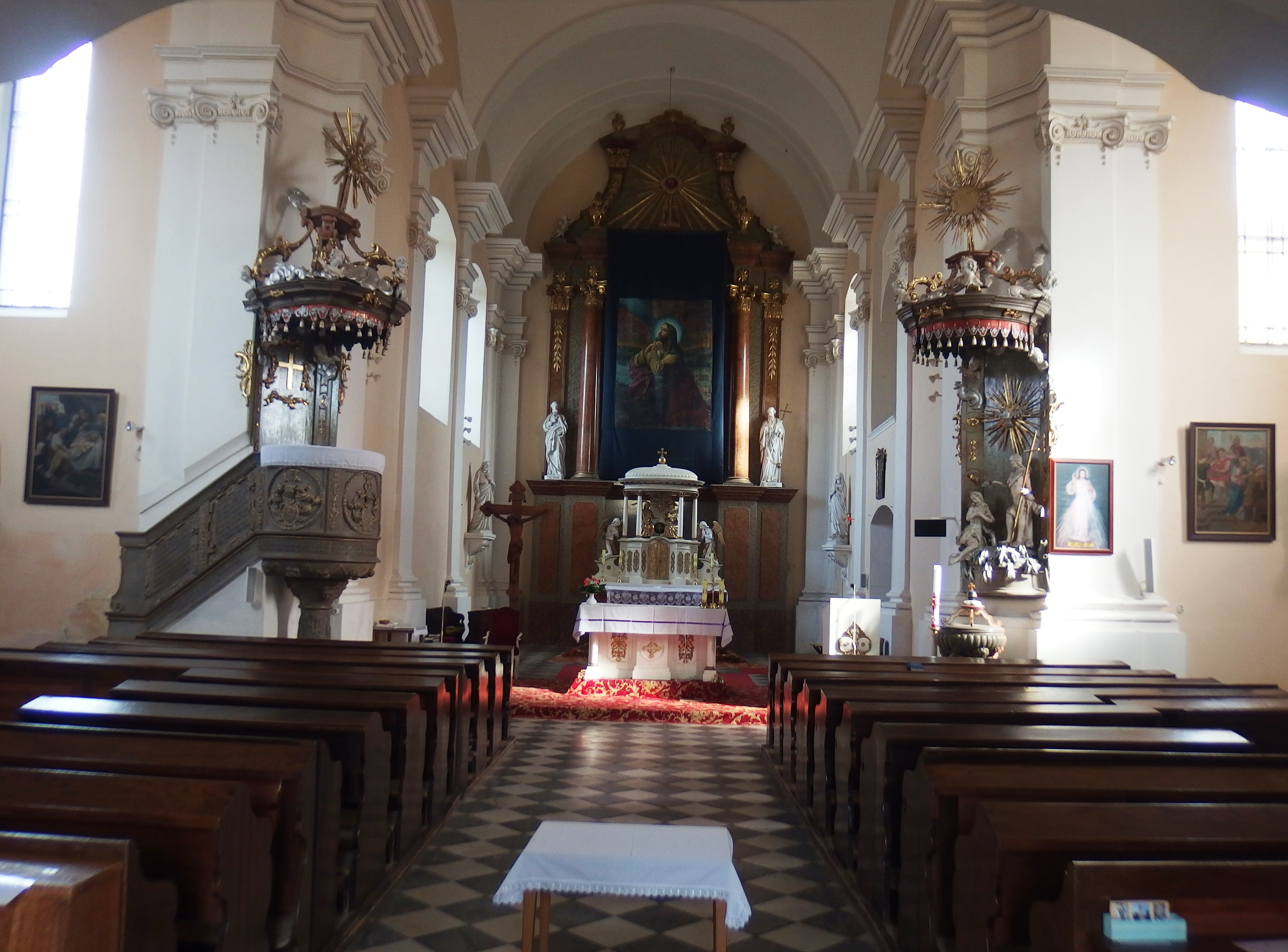
Interiér kostela ve velikonočním období

## Architektura
Kostel má podobu jednolodní sálové stavby, stojící na obdélném půdorysu, k jejíž jižní a východní straně přiléhají dvě sakristie. K bokům kostelní lodi jsou připojeny dvě vysoké čtyřboké kaple. Vstupní průčelí, zvýrazněné hranolovitou zvonicí zakončenou barokní bání, je orientováno směrem na západ. Exteriérové fasády, vyjma fasád sakristií, mají vysoká okna se segmentovým záklenkem. Interiéru dominuje oltář Všech svatých a renesanční kamenná kazatelna, dekorovaná erby Jana Žalkovského ze Žalkovic a Anežky Bítovské ze Slavíkovic. V sousedství kostela stojí památkově chráněná hrobka rodu Bukůvků z Bukůvky a volný prostor se zbytky bývalého hřbitova.